# Брикебек
Брикебек (фр. Bricquebec) — ассоциированная коммуна на северо-западе Франции, находится в регионе Нормандия, департамент Манш, округ Шербур, кантон Брикебек. Расположена в 24 км к югу от Шербур-ан-Котантена, в 11 км от автомагистрали N13. 
С 1 января 2016 года коммуна Брикебек вошла в состав новой коммуны Брикебек-ан-Котантен.
Население (2014) — 4 159 человек. 

## Достопримечательности
- Шато де Брикебек XII века, одно из наиболее хорошо сохранившихся в регионе, с крепостными стенами, башнями и донжоном. В башне с часами расположен краеведческий музей
- Шато де Галери XVI-XVII веков
- Действующее цистерцианское аббатство Нотр-Дам-де-Грас (Notre-Dame-de-Grâce) XIX века

В 2001 году Брикебек получил государственный знак Земли искусств и истории, который Министерство культуры присуждает городам и землям Франции, принявшим на себя обязательства заботиться и повышать значимость объектов культурного наследия, расположенных на их территории.

## Демография
Динамика численности населения, чел.

## Администрация
Администрацию Брикебека с 2014 года возглавляет член партии Республиканцы Патрис Пилле (Patrice Pillet). На муниципальных выборах 2014 года созданный им независимый список победил во 2-м туре, получив 47,33 % голосов (из трех списков). После создания в 2016 году новой коммуны Брикебек-ан-Котантен был избран ее мэром, сохранив пост мэра-делегата Брикебека.

## Города-побратимы
- Нью Айлесфорд, Великобритания
- Лахендорф, Германия

## Знаменитые уроженцы
- Филипп Огюстен Ле Рувийуа (1756-1819), полковник, участник революционных и наполеоновских войн
- Франсуа-Жозеф Летурнёр (1769-1842), бригадный генерал, участник революционных и наполеоновских войн
- Жан Лемаруа (1776-1836), дивизионный генерал, участник революционных и наполеоновских войн
- Роже Лемерр (1941), футбольный тренер

## Галерея

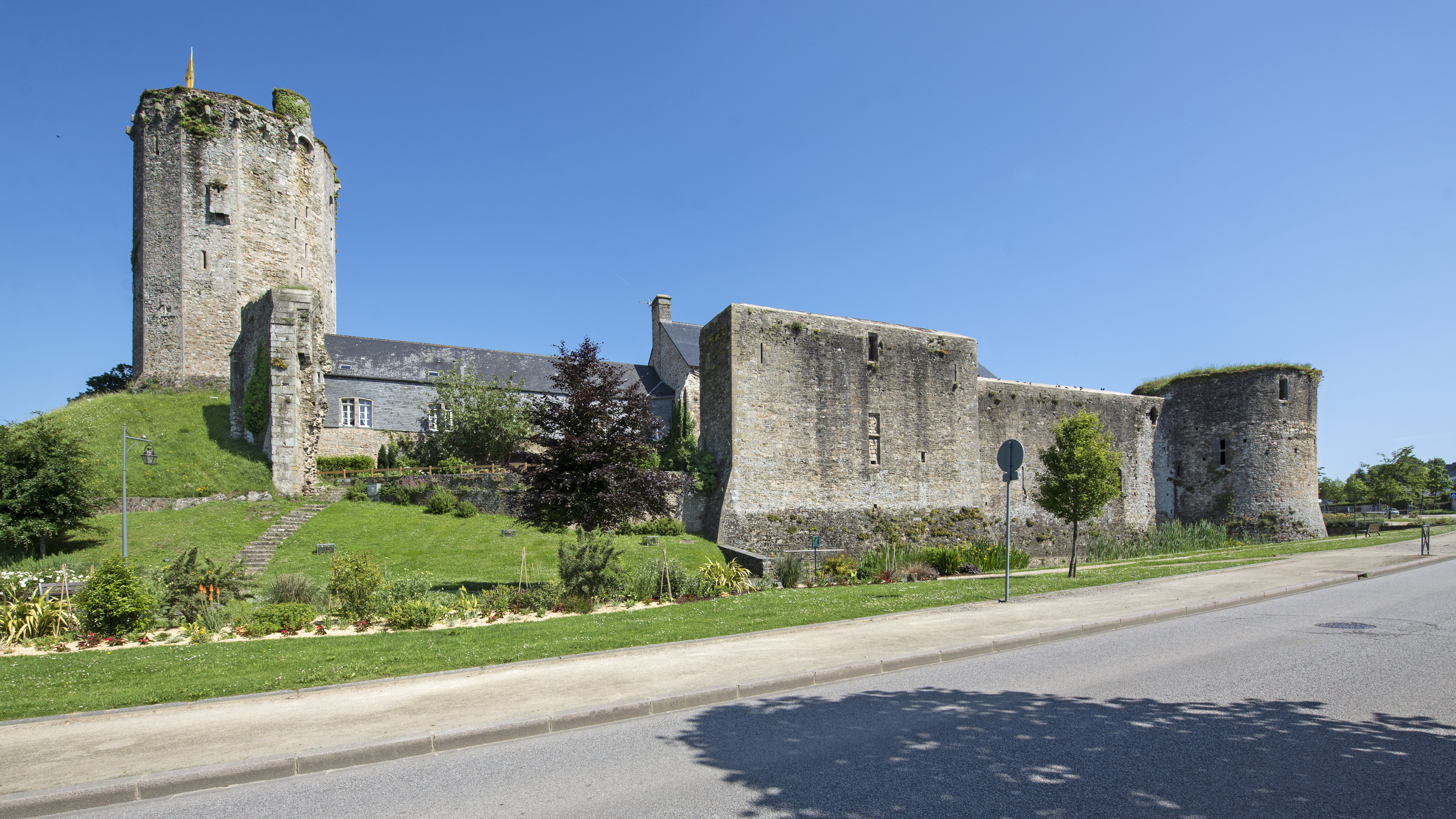
Шато де Брикебек
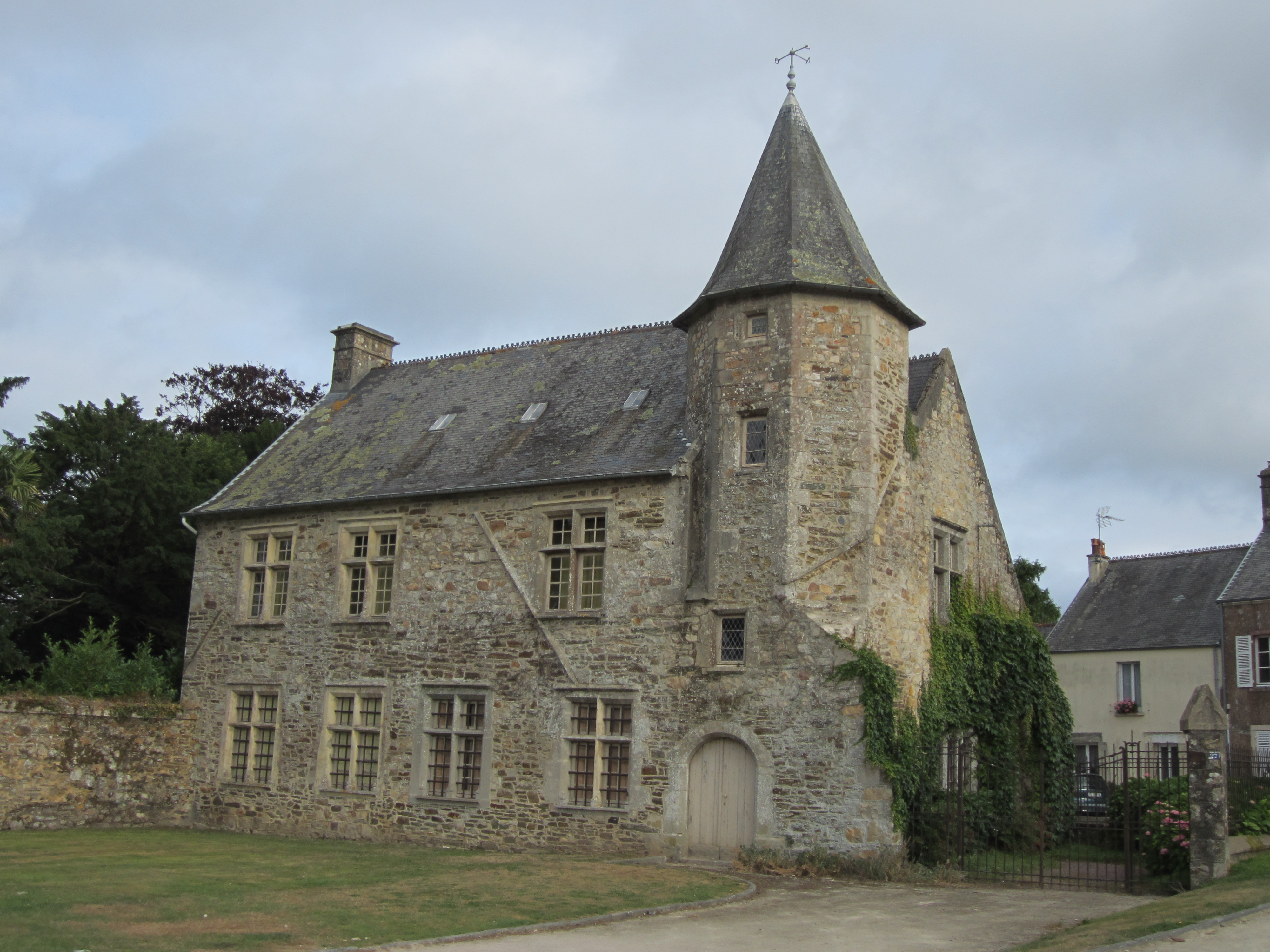
Особняк де ла Турель
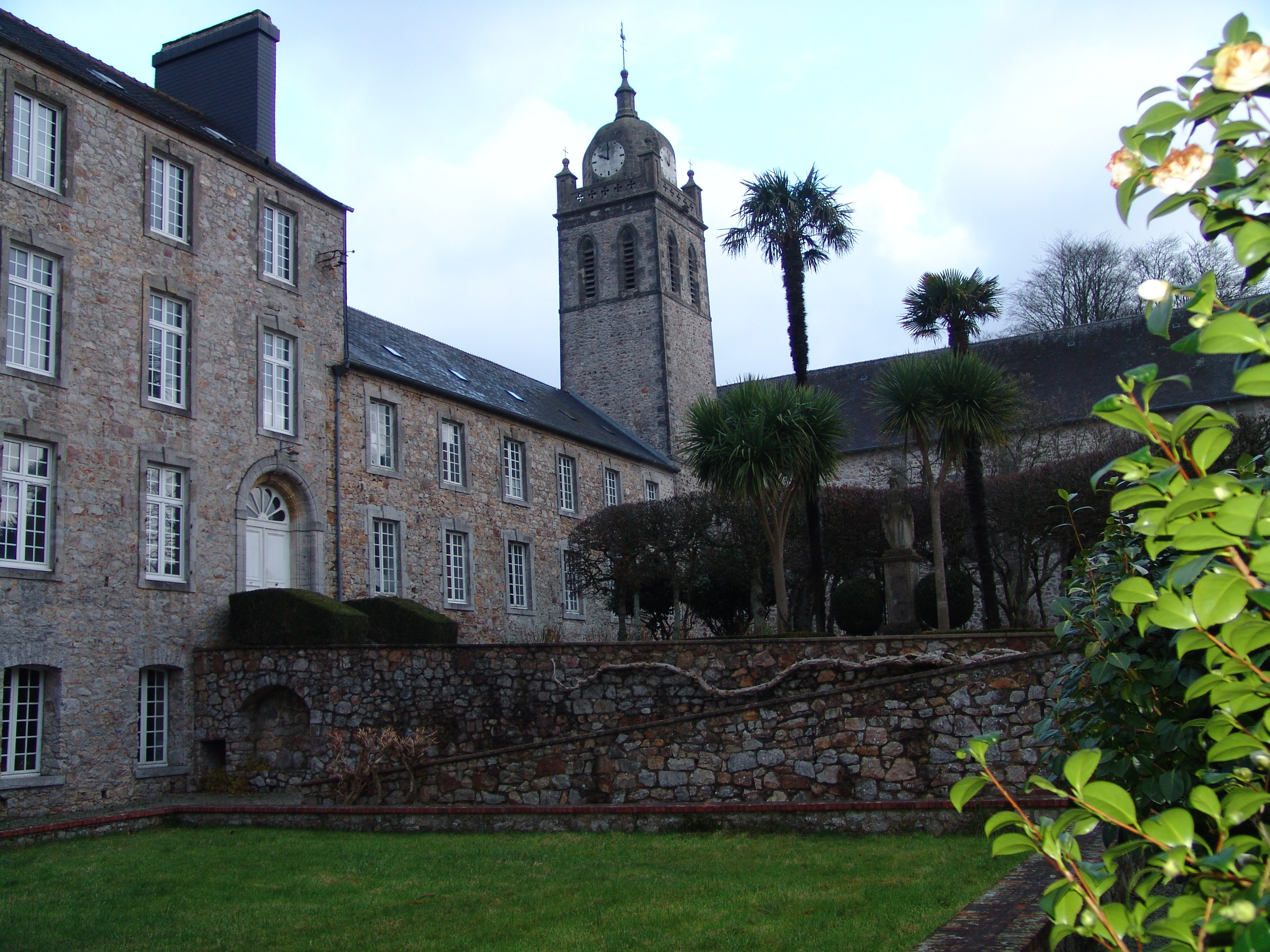
Аббатство Нотр-Дам-де-Грас
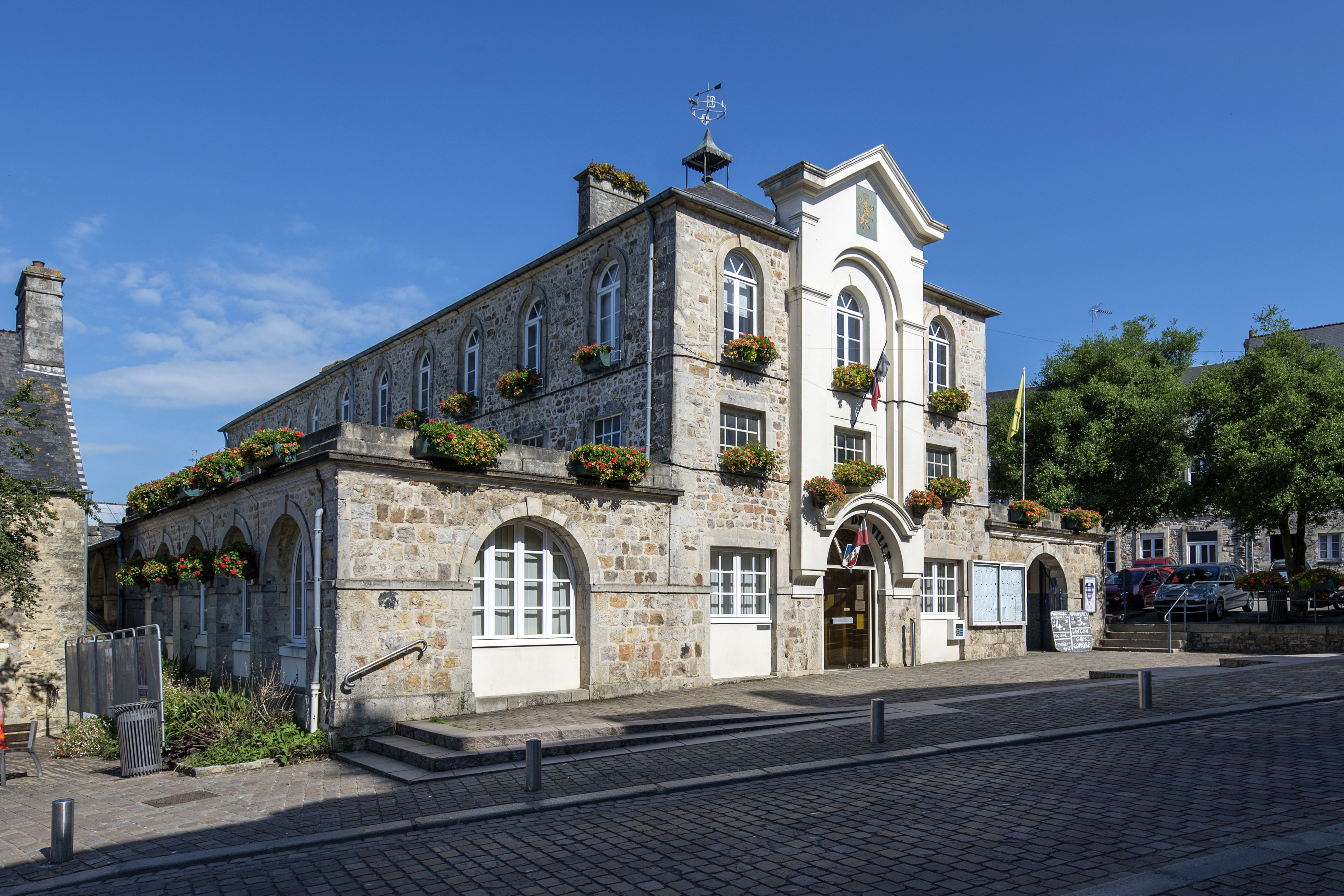
Здание мэрии